# Lumbriculida
Lumbriculida zijn een orde van de ringwormen.

## Families
- Lumbriculidae Vejdovský, 1884

### Synoniemen
- Kurenkovidae Sokolskaya, 1983 => Lumbriculidae Vejdovský, 1884